# 에움길
"에움길"(A long way around)은 한국에서 제작된 이승현 감독의 2019년 다큐멘터리 영화이다. 이옥선 등이 주연으로 출연하였다.

## 출연

### 주연
- 이옥선
- 이용수
- 김순덕
- 김군자
- 강일출
- 박옥선
- 지돌이
- 박옥련
- 배춘희

## 기타
- 구성: 이승현
- 구성: 선수지
- 공동제작: 조정래
- 기획실장: 노영완
- 기획팀장: 김은나
- 촬영부: 김신광
- 촬영부: 박충환
- 촬영부: 임원철
- 연출부: 김신광
- 연출부: 박충환
- 연출부: 이수현
- 조감독: 홍세나
- 녹음: 백은우
- 음향: 홍윤성
- 음향편집: 최은아
- 음향편집: 조민경
- 음향효과: 문철우
- 음향효과: 김보근
- 음향효과: 최문현
- 음향효과: 김은정
- 믹싱: 김석원
- 믹싱: 문철우
- 사운드: 김석원
- 음악지원: 이상욱
- 음악지원: 김현규
- 노래: 이수현
- 마케팅책임: 김주희
- 마케팅: 안기남
- 마케팅: 강성용
- 마케팅: 박주영
- 마케팅: 허정인
- 마케팅: 김하은
- 마케팅: 최보라
- 마케팅: 염다정
- 총괄제작: 임성철
- 기획지원: 박주현
- 디지털색보정: 정혜리
- 영상자료: 안신권
- 영상자료: 김정숙
- 기획대리: 김예지
- 기획대리: 마슬기
- 영상자료: 변성철
- 영상자료: 김지혜
- 영상자료: 안병훈
- 영상자료: Joshua Pilzer
- 영상자료: Yajima Tsukasa
- 영상자료: 이창호
- 영상자료: 김주영
- 영상자료: 심은지
- 디지털색보정: 윤석일
- 디지털색보정: 박진호
- 디지털색보정: 노병욱
- 디지털색보정: 형준석
- 디지털색보정: 김재민
- 디지털색보정: 장지윤
- 디지털색보정: 이병희
- 디지털색보정: 장영칠
- 디지털색보정: 정원석
- 디지털색보정: 안원철
- 디지털색보정: 손성주
- 디지털색보정: 김기문
- 디지털색보정: 손상균
- 디지털색보정: 정종길
- 디지털색보정: 최문희
- 배급총괄: 박상근
- 배급책임: 허진희
- 배급진행: 현성은
- 자막: 노준승
- 영문번역: 임정택
- 영문번역: 남궁동주
- 영문검수: 박신민
- 영문검수: 이신정
- 영문편집: 홍세나
- 일어번역/검수: 정무성
- 일어번역/검수: 류신
- 일어번역/검수: Yajima Tsukasa
- 포스터: 이건영
- 포스터 디자인: 이동혁